# Lliga catalana de bàsquet femenina 1992-1993
La Lliga Nacional Catalana de Basquetbol 1992 fou la dotzena edició de la Lliga catalana. La competició se celebrà el 8 de desembre de 1992 al Nou Pavelló del Garraf de Vilanova i la Geltrú i fou organitzada per la Federació Catalana de Basquetbol. Hi participaren l'Universitari de Barcelona, vigent campió, i el Comarcal Reus Ploms.
Es proclamà campió el club reusenc per 85 a 68, guanyant el seu primer títol. Individualment, destacà la jugadora americana Andrea Magnum amb 32 punts, màxima anotadora del partit, mentre que l'alera catalana Rosa Castillo guanyà la seva novena Lliga catalana, rècord absolut de la competició. La final fou retransmesa en directe pel Canal 33. Hi assistiren el secretari general de l'Esport de la Generalitat de Catalunya, Josep Lluís Vilaseca, i el president de la Federació Catalana de Basquetbol, Enric Piquet.

## Final
| En negreta = Equip guanyador Pts. = Punts Nota: Noms dels equips segons l'època |

| 8 de desembre de 1992 19:00 CET Acta | Comarcal Reus Ploms                | 85–68 | Universitari de Barcelona | Nou Pavelló del Garraf, Vilanova i la Geltrú Assistència: 1.500 espectadors Àrbitres: Galerón i Camacho |
| 8 de desembre de 1992 19:00 CET Acta | Resultat per meitats: 47-35, 38-33 |       |                           | Nou Pavelló del Garraf, Vilanova i la Geltrú Assistència: 1.500 espectadors Àrbitres: Galerón i Camacho |
| 8 de desembre de 1992 19:00 CET Acta | Pts: Magnum 30                     |       | Pts: Shannon 18           | Nou Pavelló del Garraf, Vilanova i la Geltrú Assistència: 1.500 espectadors Àrbitres: Galerón i Camacho |

| Comarcal Reus Ploms | Universitari de Barcelona |

| #            | Jugadora      | Pts |
| ------------ | ------------- | --- |
|              | Magnum        | 30  |
|              | Rosa Castillo | 8   |
|              | Ruiz          | 10  |
|              | Nina Pont     | 15  |
|              | Williams      | 12  |
|              | Vañó          | 4   |
|              | Córdoba       | 1   |
|              | Clavero       | 5   |
| Total        | Total         | 85  |
| Entrenador   |               |     |
| Xavier Tubau |               |     |

| Campió de la Lliga Catalana 1992-93 |
| ----------------------------------- |
| Comarcal Reus Ploms Primer títol    |

| #          | Jugadora     | Pts |
| ---------- | ------------ | --- |
|            | Laura Cano   | 17  |
|            | Shannon      | 18  |
|            | Eulàlia Vila | 14  |
|            | Ladiña       | 8   |
|            | Peñalver     | 4   |
|            | Soler        | 3   |
|            | Abad         | 2   |
|            | Villabona    | 2   |
| Total      | Total        | 68  |
| Entrenador |              |     |
| Ruldua     |              |     |